# Witalij Dogużyjew
Witalij Chussiejnowicz Dogużyjew (ros. Виталий Хуссейнович Догужиев, ur. 25 grudnia 1935 w Jenakijewem, zm. 3 października 2016 w Moskwie) – radziecki polityk, Bohater Pracy Socjalistycznej (1984).

## Życiorys
Był synem Adygejczyka Chussiejna Pszekujewicza. Po ataku Niemiec na ZSRR został ewakuowany wraz z rodziną do Karagandy, gdzie uczęszczał do szkoły, po powrocie z rodziną do Donbasu w 1944 uczył się w mieście Dymitrow (nazwa Jenakijewa od 1939). W 1958 ukończył Dniepropetrowski Uniwersytet Państwowy i został inżynierem mechanikiem, pracował w fabryce inżynieryjnej w Złatouście jako inżynier technolog, starszy inżynier i szef odlewni, następnie w latach 1967–1967 był dyrektorem fabryki wagonów im. Kirowa Ministerstwa Ogólnej Budowy Maszyn ZSRR w Ust'-Katawie. W 1974 ukończył Instytut Zarządzania Gospodarką Narodową przy Radzie Ministrów ZSRR, od 6 stycznia 1976 do 1 czerwca 1983 był I zastępcą szefa biura konstruktorskiego budowy maszyn – dyrektorem fabryki maszyn Ministerstwa Ogólnej Budowy Maszyn w Złatouście, w latach 1983–1987 zastępcą ministra ogólnej budowy maszyn ZSRR, 1987–1988 I zastępcą ministra, a od 25 marca 1988 do 7 czerwca 1989 ministrem ogólnej budowy maszyn ZSRR. Od 17 lipca 1989 do 26 grudnia 1990 był zastępcą przewodniczącego Rady Ministrów ZSRR – przewodniczącym Państwowego Komitetu Rady Ministrów ZSRR ds. Sytuacji Nadzwyczajnych, od 15 stycznia do 26 listopada 1991 I wicepremierem ZSRR, 1992–1996 prezydentem spółki akcyjnej "Wojskowo-Przemysłowa Kompania Inwestycyjna", a w 1997 przewodniczącym rady weteranów i starszyzn Rosyjskiej Akademii Kosmonautyki. W 2012 otrzymał honorowe obywatelstwo miasta Złatoust.

## Odznaczenia i nagrody
- Medal Sierp i Młot Bohatera Pracy Socjalistycznej (18 lutego 1984)
- Order Lenina (25 września 1984)
- Order Czerwonego Sztandaru Pracy (dwukrotnie – 26 kwietnia 1971 i 25 marca 1974)
- Nagroda Państwowa ZSRR (1977)

I medale.